# 分数

1 個のケーキから 4 分の 1 （1/4）を除いたら 4 分の 3 （3/4 = 1/4 + 1/4 + 1/4）が残る。

分数（ぶんすう、英: fraction）とは、2つの数の間の割り算の商を表す数の記法である。例えば a を b (≠ 0) で割った商 a ÷ b は分数を用いて a/b と表せる。
日常的には 9/16 のように正の整数の分数がよく使われるが、分数で表される数に制限はなく、例えば 1/√2 や π/2 のように無理数（より一般に実数）を含んだり、h/2πi のように虚数（より一般に複素数）を含んでもよい。また定数に限らず 1/r2 や x/√x2 + y2 のように変数を含んでもよい。

## 記法
通常の算術において、2つの数の間の割り算は分数で表される。
分数は上下2つに分けて書いた数とその間の線によって表される。分数表記において、被除数にあたる数を分子（ぶんし、英: numerator）、除数にあたる数を分母（ぶんぼ、英: denominator）と呼ぶ。分数の表記法はいくつかあるが、一般的には下記のように横線を引き、分子 n を線の上、分母 d を線の下に書く：
{\displaystyle {\frac {n}{d}}}
あるいは文中などにおいて、以下のように斜線を引くこともある：
{\displaystyle n/d}

## 読み
分数 n/d は日本語で「d 分（）の n」と読む（例：1/5 は五分の一（）、5/12 は十二分の五（））。「n 割る d」とも読む。
英語では一般に n over d ないし n divided by d と読むが、分子と分母が整数の場合には n-d-th(s) のように読む（例：1/5 は one-fifth, 5/12 は five-twelfths）。分母は序数詞と同じように読み、また分子が 1 以外の場合は複数形として扱う。例外として、分母が 2 の場合には half を用い（例：1/2 は one half または a half, 3/2 は three halves）、分母が 4 の場合には quarter と fourth のいずれも用い得る（例：1/4 は one quarter または one-fourth）。分子は基数詞と同じように読む。
帯分数 k+n/d は日本語で「k と d 分の n」または「k 荷（） d 分の n」と読む。
明治初期の教科書では「か」であったが、その後西洋風に（英語ではこの部分を and と読むように）「と」と読ませる教科書も現れた。1905年以降の教科書では、1910年から1937年までと1950年代のもので「と」と「か」が併用されていたほかは、「と」と読ませている。

## 分類

### 既約分数
分子と分母が 1 以外に共通の因数を持たない分数を既約分数（きやくぶんすう、英: irreducible fraction）という（例：2/3、5/6）。言い換えると「分数 n/d が既約（irreducible）である」とは分子 n と d が互いに素（最大公約数が 1）であることを意味する。
反対に、ある分数が既約でないことを可約（かやく、英: reducible）または約分可能という（例：2/4、4/6 は可約）。可約な分数を既約分数に書き換える操作を約分（やくぶん、英: reduction）あるいは簡約（かんやく）という。
分数 N/D が可約なら、その分子 N と分母 D は 1 でない最大公約数 g を持ち、
{\displaystyle {\begin{aligned}N&=g\cdot n\\D&=g\cdot d\end{aligned}}}
と因数分解できる。従って、以下のように分数 N/D を既約分数 n/d に書き換えられる。
{\displaystyle {\frac {N}{D}}={\frac {{\cancel {g}}\cdot n}{{\cancel {g}}\cdot d}}={\frac {n}{d}}}
整数の分数に限らず、分子分母が因数分解できるなら約分できる。例えば分子分母が不定元 x の多項式の分数（有理式）について、
{\displaystyle {\frac {x^{3}-5x^{2}+8x-\;4}{x^{3}\,-\,\;x^{2}-8x+12}}={\frac {(x-1){\cancel {(x-2)^{2}}}}{(x+3){\cancel {(x-2)^{2}}}}}={\frac {x-1}{x+3}}}
のように約分できる。

### 単位分数
分子が 1 で分母が正の整数の分数を単位分数（たんいぶんすう、英: unit fraction）という。例えば 1/3 は単位分数だが、5/6 は単位分数ではない。
異なる有限個の単位分数の和をエジプト式分数と呼び、数を単位分数の和に置き換えることを単位分数展開と呼ぶ。例えば 5/6 = 1/2 + 1/3 の右辺はエジプト式分数の一つである。

### 連分数
以下の形式の数の表示を連分数（れんぶんすう、英: continued fraction）という。
{\displaystyle a_{0}+{\cfrac {b_{1}}{a_{1}+{\cfrac {b_{2}}{a_{2}+{\cfrac {b_{3}}{a_{3}+\cdots }}}}}}}
連分数は分母が数と分数の和として再帰的に表された分数である。通常、分子 bi および要素 ai の範囲は正の整数に限られる。特に分子 bi がすべて 1 の連分数を正則連分数または単純連分数と呼ぶ。
連分数に含まれる要素 ai の個数が n + 1 個の連分数を特に n 階の連分数と呼ぶ。連分数の階数は有限の場合も無限の場合もあり得る。

### 真分数と仮分数
絶対値が 1 より小さい分数を真分数（しんぶんすう、英: proper fraction）という。すなわち、分子の絶対値が分母の絶対値より小さな分数を真分数と呼ぶ（例：1/−2, 2/3, −3/−5）。
他方、真分数でない分数を仮分数（かぶんすう、英: improper fraction）という（例：−2/1, 2/2, −5/−3）。仮分数は 0 でない整数部を持ち、整数と真分数の和に分解できる。具体的には n/d を仮分数とし、分子 n を分母 d の倍数と d で割った余り r の和 n = kd + r として表せば（|r| < |d|）、
{\displaystyle {\frac {n}{d}}={\frac {kd+r}{d}}={\frac {k{\cancel {d}}}{\cancel {d}}}+{\frac {r}{d}}=k+{\frac {r}{d}}}
となる（例：2/2 = 1 + 0/2, 5/3 = 1 + 2/3）。

### 帯分数
整数と真分数の和
{\displaystyle k+{\frac {n}{d}}}
から足し算の記号 + を省略した表記
{\displaystyle k{\frac {n}{d}}}
を帯分数（たいぶんすう、英: mixed number）という。
代数学における一般的な規約として、掛け算の記号を省略するため、帯分数は掛け算と混同される恐れがある。k+n/d と書いた際、掛け算 k × n/d と足し算 k + n/d のいずれとも解釈でき、掛け算と帯分数を区別できない。そのため、具体的な数量を扱う場面を除いては帯分数は用いられない。

### 繁分数
分子または分母が分数で表される分数を繁分数（はんぶんすう、英: compound fraction, complex fraction）という。例えば、
{\displaystyle {\frac {\;a\;}{\;{\tfrac {b}{c}}\;}},\quad {\frac {\;{\tfrac {b}{c}}\;}{\;a\;}},\quad {\frac {\;{\tfrac {a}{b}}\;}{\;{\tfrac {c}{d}}\;}}}
や
{\displaystyle {\frac {\;a\;}{b+\;{\tfrac {c}{d}}\;}},\quad {\frac {\;b+{\tfrac {c}{d}}\;}{\;a\;}},\quad {\frac {\;a+{\tfrac {b}{c}}\;}{\;d+{\tfrac {e}{f}}\;}}}
はいずれも繁分数である。
繁分数は通常の分数に書き直すことができる。0でない数 x について x/x = 1 であるため、例えば
{\displaystyle {\frac {\;a\;}{\;{\tfrac {b}{c}}\;}}={\frac {\;a\;}{\;{\tfrac {b}{c}}\;}}\times {\frac {c}{c}}={\frac {a\times c}{{\tfrac {b}{\cancel {c}}}\times {\cancel {c}}}}={\frac {ac}{b}}}
のように書き換えられる。

## 演算規則

### 基本的な演算
同値

あるいはその逆 を示す図。

2つの分数 a/b と c/d が等しいことは、以下の等式を満たすことから確かめられる：
{\displaystyle ad-bc=0\iff {\frac {a}{b}}={\frac {c}{d}}\,.}
特に、2つの分数 (−a)/b と a/(−b) は等しく、−a/b と書き直せる：
{\displaystyle (-a)(-b)-ba=0\iff {\frac {(-a)}{b}}={\frac {a}{(-b)}}=-{\frac {a}{b}}\,.}
乗法
2つの分数 a/b と c/d の掛け算は以下のようになる：
{\displaystyle {\frac {a}{b}}\cdot {\frac {c}{d}}={\frac {a\cdot c}{b\cdot d}}={\frac {ac}{bd}}\,.}
同様に分数 a/b と数 c の掛け算は以下のようになる：
{\displaystyle {\frac {a}{b}}\cdot c={\frac {a\cdot c}{b}}={\frac {ac}{b}}\,.}
逆数
0 でない分数 a/b の逆数は b/a である：
{\displaystyle {\frac {a}{b}}\cdot {\frac {b}{a}}=1\,.}
特に 0 でない数 a の逆数は 1/a である：
{\displaystyle a\cdot {\frac {1}{a}}=1\,.}
除法
2つの分数 a/b と c/d の割り算は被除数 a/b と除数の逆数 d/c の掛け算に等しい：
{\displaystyle {\frac {a}{b}}\div {\frac {c}{d}}={\frac {a}{b}}\cdot {\frac {d}{c}}={\frac {ad}{bc}}\,.}
同様に分数 a/b と数 c の割り算は以下のようになる：
{\displaystyle {\begin{aligned}{\frac {a}{b}}\div c={\frac {a}{b}}\cdot {\frac {1}{c}}&={\frac {a}{bc}}\\c\div {\frac {a}{b}}={\frac {c}{1}}\cdot {\frac {b}{a}}&={\frac {bc}{a}}\,.\end{aligned}}}
加法・減法
2つの分数 a/b と c/d の足し算と引き算はそれぞれ以下のようになる：
{\displaystyle {\begin{aligned}{\frac {a}{b}}+{\frac {c}{d}}={\frac {ad}{bd}}+{\frac {bc}{bd}}&={\frac {ad+bc}{bd}}\,,\\{\frac {a}{b}}-{\frac {c}{b}}={\frac {ad}{bd}}-{\frac {bc}{bd}}&={\frac {ad-bc}{bd}}\,.\end{aligned}}}
特に分母の等しい2つの分数 a/b と c/b の足し算と引き算はそれぞれ単に分子同士の足し算と引き算で表せる：
{\displaystyle {\begin{aligned}{\frac {a}{b}}+{\frac {c}{b}}&={\frac {a+c}{b}}\,,\\{\frac {a}{b}}-{\frac {c}{b}}&={\frac {a-c}{b}}\,.\end{aligned}}}
分母 b と d が共通因数 r を持ち、b = rp, d = rq と書ける場合、足し算と引き算は以下のようになる：
{\displaystyle {\begin{aligned}{\frac {a}{rp}}+{\frac {c}{rq}}&={\frac {aq+pc}{rpq}}\,,\\{\frac {a}{rp}}-{\frac {c}{rq}}&={\frac {aq-pc}{rpq}}\,.\end{aligned}}}
同様に分数 a/b と数 c の足し算と引き算は以下のようになる：
{\displaystyle {\begin{aligned}{\frac {a}{b}}+c\ &={\frac {a+bc}{b}}\,,\\{\frac {a}{b}}-c\ &={\frac {a-bc}{b}}\,,\\c-{\frac {a}{b}}&={\frac {bc-a}{b}}\,.\end{aligned}}}

## 性質

### 加比の理
2つの分数 a/b, c/d が以下の2つの不等式を満たす場合、
{\displaystyle {\begin{alignedat}{3}{\frac {c}{d}}&{}-{\frac {a}{b}}&{}\geq 0&\,,\\[0.5em]bc&{}-ad&{}\geq 0&\,,\end{alignedat}}}
以下の不等式が成り立つ：
{\displaystyle {\frac {c}{d}}\geq {\frac {a+c}{b+d}}\geq {\frac {a}{b}}\,.}
また、いずれか一つが 0 でない非負の数 p, q ≥ 0 について、以下が成り立つ：
{\displaystyle {\frac {c}{d}}\geq {\frac {pa+qc}{pb+qd}}\geq {\frac {a}{b}}\,.}
不等式の等号が成立するのは2つの分数が等しい（a/b = c/d）場合に限る。その場合、2つの等しい分数について、それらの分子の和と分母の和からなる分数もまた等しいことが言える：
{\displaystyle {\frac {a}{b}}={\frac {c}{d}}\implies {\frac {a}{b}}={\frac {a+c}{b+d}}={\frac {c}{d}}\,.}
この性質は加比の理（）と呼ばれる。
分数 a/b は幾何学的に平面上の直交座標系の原点を通る直線の傾きと見なせ、分子と分母はその直線上の点 (x, y) = (b, a) に対応する。分数 a + c/b + d は原点から生えた2つのベクトル A→ = (b, a), B→ = (d, c) の和 (b + d, a + c) の傾き、すなわち線分 A→, B→ のなす平行四辺形の原点を共有する対角線の傾きに対応する。
1つ目の不等式 c/d − a/b ≥ 0 は分数に対応した直線の傾きの大小関係を表し、2つ目の不等式 bc − ad ≥ 0 はベクトル積 A→ × B→ の向きが正であること、すなわち A→, B→ のなす平行四辺形が A→ から見て左側（反時計回りの向き）に作図されることを表す。
2つの不等式から bd > 0 が得られる。分母 b, d, b + d の符号はいずれも一致するから、
{\displaystyle {\begin{aligned}bc-ad&=bc+(cd-cd)-ad\\&=(b+d)c-(a+c)d\geq 0\end{aligned}}}
および
{\displaystyle {\begin{aligned}bc-ad&=bc+(ab-ab)-ad\\&=(a+c)b-(b+d)a\geq 0\end{aligned}}}
より、以下の不等式が得られる：
{\displaystyle {\frac {c}{d}}\geq {\frac {a+c}{b+d}}\geq {\frac {a}{b}}\,.}

## 有理数の表現
一般の有理数は整数 n と 0 でない整数 d の分数 n/d で表せる。言い換えると、整数の分子と分母を持つ分数で表される数全体が有理数である。
正の整数 m, n について、分数 n/m を考えることができる。分数 n/m は割り算 n ÷ m の商、あるいは単位分数 1/m の n 倍の数と捉えることができる。また、n : m の比を持つ2つの数量のうち、m に相当する数量の大きさを 1 とした場合、他方の n に相当する数量の大きさは n/m となる。この事実から、分数 n/m で表わされる数のことを指し、2つの数 n, m の比と表現することがある。

## 一般化
分数は自然数だけではなく、整数全体や実数、複素数などを用いても定義される。
抽象代数学において分数は、環に十分な逆元を追加することで新しい環を作り出す環の局所化あるいは全商環などの概念として一般に捉えることができる（分数環あるいは商の環というような言い方もある）。
可換環 R の部分集合 S は、R の単位元 1 を含み、S の任意の2つの元 s, t について、それらの積 st が再び S の元となる（つまり乗法について閉じている）場合、S は R の積閉集合という。可換環 R とその積閉集合 S に対し、R × S における二項関係 ∼ を
{\displaystyle (r_{1},s_{1})\sim (r_{2},s_{2})\iff \exists t\in S,\,t(r_{1}s_{2}-r_{2}s_{1})=0}
で定めると、これは R × S における同値関係を与える。R × S をこの同値関係で割ったものを S−1R で表し、(r, s) の属する同値類を r/s などで表す。このとき、S−1R には、もとの環 R における演算と両立する和や積といった環としての演算が、すでに上で述べた規則に従って与えられる。
可換環 R に対して、R の零因子でない元の全体は積閉集合である。積閉集合 S をそのようなものとする場合、環 S−1R は R の全商環と呼ばれる。また、積閉集合 S が R の素イデアル P の補集合として与えられている場合には、S−1R の代わりにしばしば RP と書いて R の P における局所化と呼ぶ。なお、R が整域ならば、このような同値関係は簡約できて
{\displaystyle r_{1}s_{2}-r_{2}s_{1}=0}
によって与えられ、これによって得られる全商環は可換体の構造を持つ。これを分数体あるいは商体と呼ぶ。
全商環や商体といった構造はある種の普遍性を与えており、たとえば整域の商体はもとの整域を含む最小の体を与えることなどが確かめられる。
- 有理整数環 Z の商体は有理数体 Q である。
- 体 k 上の多項式環 k[x] の商体は有理関数体 k(x) である。
- 体 k 上の形式冪級数環 k[[x]] の商体は形式ローラン級数体 k((x)) である。

積演算が非可換である場合、除法が左右で区別されるように分数も割る方向の左右で区別される。

## 辞書的な定義
いくつかの辞典では、分数を有理数の同義語として扱っている。例えば『精選版 日本国語大辞典』において分数は「整数ａを零でない整数ｂで割った商を、横線を用いてa/bと表わしたもの。ａを分子、ｂを分母と呼ぶ。有理数。」、また『小学館デジタル大辞泉』においては「二つの整数a・bの比として表される数。」と説明されている。